# Turm am Langenstein
Der Turm am Langenstein, gelegentlich auch Turm auf dem Langenstein genannt, war eine Maut- und Sicherungsanlage im Strudengau in Oberösterreich, die 1854 im Zuge der Donauregulierung beseitigt wurde.

## Lage
Die Befestigungsanlage befand sich am nördlichen Ufer der Donau zwischen den Orten Struden und Sankt Nikola unterhalb einer Felsformation, die Langenstein, Krautberg oder Seyrberg (nach den Besitzern der nahe gelegenen Brauerei) genannt wurde. Zwischen der Befestigungsanlage und der gegenüberliegenden Inselburg Hausstein lag das gefürchtete Schifffahrtshindernis namens Wirbel (Donauwirbel, Werfel). Das frühere Ufergebiet ist heute teilweise vom Rückstau des Donaukraftwerks Ybbs-Persenbeug überflutet. 
Manche Autoren erwägen einen Zusammenhang mit der allerdings hochmittelalterlichen Helchenburg, die „eines der geheimnisvollsten Objekte der oberösterreichischen Burgenlandschaft ist“.

## Geschichte
Mit der Befestigungsanlage am Langenstein wurden der Straßenverkehr und die Schifffahrt entlang der Donau kontrolliert. Die Donau konnte mit einer Kette zwischen der Befestigungsanlage am Langenstein und der Burg Hausstein abgeriegelt werden. Flussaufwärts konnte eine ähnlich geartete Sperrkette unterhalb des Strudels bei der Burg Werfenstein und der Inselburg Wörth gelegt werden.
In den Jahren 1853 bis 1866 wurde während der Donauregulierung auch die Befestigungsanlage am Langenstein bzw. deren Ruine beseitigt.

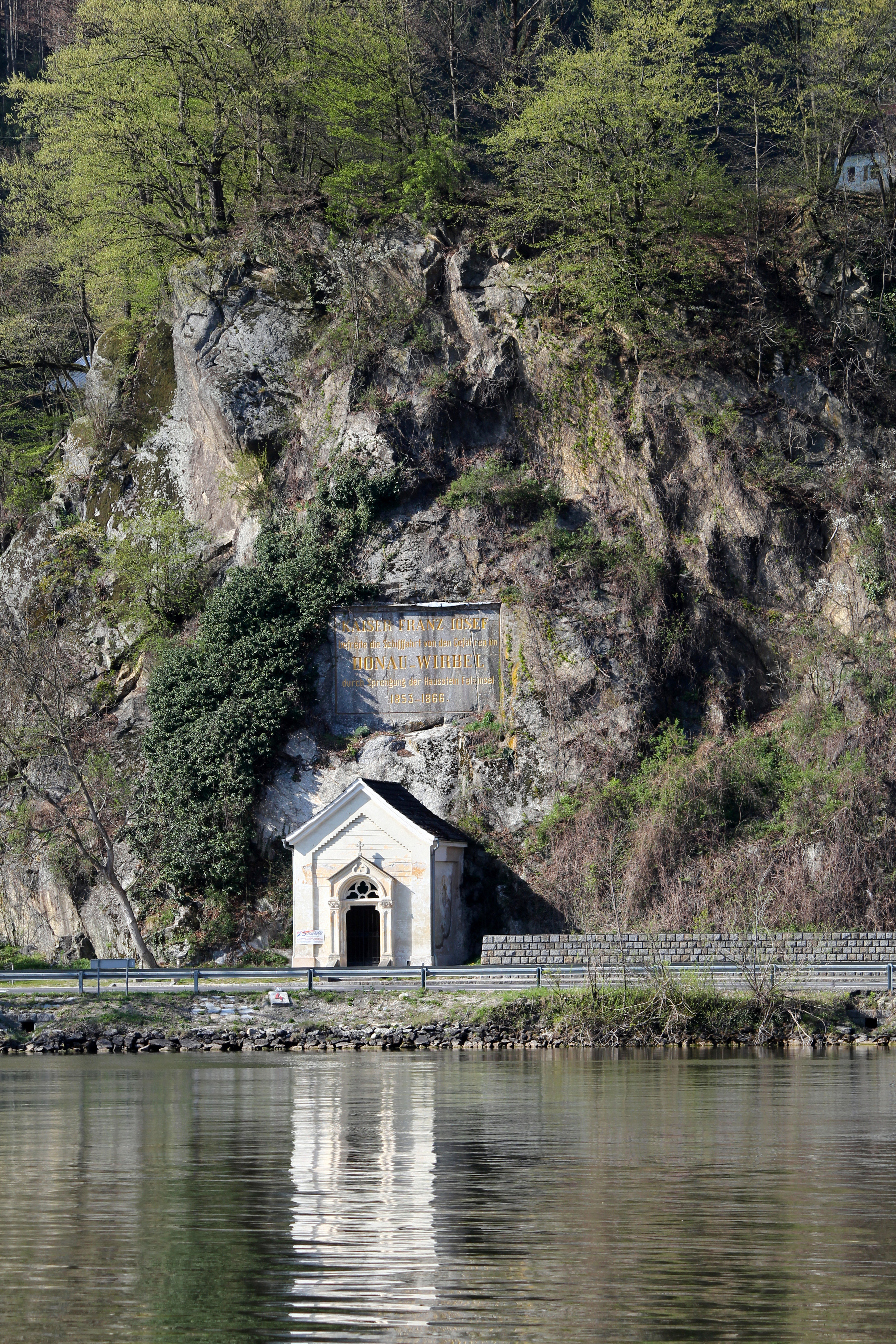
Haussteinkapelle vor der Felsformation Langenstein

Beim ehemaligen Standort der Befestigungsanlage wurde neben der heutigen Donau Straße B3 die Haussteinkapelle errichtet, die unter Denkmalschutz steht (Listeneintrag).

## Beschreibung
Im 18. und 19. Jahrhundert bestand die Befestigungsanlage aus einem rechteckigen Mauergeviert ohne Überdachung, das als Bastei bezeichnet werden könnte.
Von der Befestigung am Langenstein ist folgende Beschreibung erhalten:

„Am linken Stromufer gegenüber dem Haussteine lagen am sogenannten Langenstein ähnliche Festungswerke, wodurch der Landverker jederzeit beeinträchtigt werden konnte. Auch sah man da in dem äusseren Mauerwerke die Vorrichtungen, um die Stromfart an dem Wirbel mit einer Kette zu sperren, welche in dem vorigen Jarhunderte bei Feindësgefar noch Anwendung fand. Die Ueberreste sind gleichzeitig mit dem Hausstein verschwunden“

Die überlieferten Darstellungen zeigen in der Regel eine rechteckige Befestigungsanlage zwischen der Uferstraße und dem Donaustrom. Abweichend davon wurde auch ein runder Turm gezeichnet oder eine Anlage oben auf dem Felsen lokalisiert:
| Jahr | Autor                       | Bildart     | Bauwerk            | Standort          | Bild | Bemerkung |
| ---- | --------------------------- | ----------- | ------------------ | ----------------- | ---- | --- |
| 1674 | Georg Matthäus Vischer      | Kupferstich | runder Turm        | am Donauufer      |      | Ausnahmsweise ist ein (damals?) runder Turm dargestellt.                                                                           |
| 1721 | Leopold Franz von Rosenfelt | Plan        | rechteckig         | auf der Felskuppe |      | Der Turm ist wohl irrtümlich oberhalb der Straße auf dem Langenstein platziert.                                                    |
| 1781 | Joseph Walcher              | Zeichnung   | rechteckige Bastei | am Donauufer      |      | Am linken Bildrand ist die nicht überdachte Basteianlage auf Straßenniveau zu sehen.                                               |
| 1791 | Joseph Walcher              | Plan        | rechteckig         | am Donauufer      |      | |
| 1854 | Wilhelm von Abbema          | Stahlstich  | rechteckige Bastei | am Donauufer      |      | Nach einem Aquarell von Rudolf von Alt, 1844. Am linken Bildrand ist die nicht überdachte Basteianlage auf Straßenniveau zu sehen. |
| 1871 | Josef Roidtner              | Plan        | rechteckig         | am Donauufer      |      | |